# Ellispark
Ellispark of (Engels) Ellis Park is een rugbystadion in Johannesburg, gelegen in de wijk Doornfontein.
Het stadion is vernoemd naar wethouder J.D. Ellis die in 1927 de grond beschikbaar stelde voor de bouw. In juni 1928 werd het geopend. Na een grondige twee jaar durende renovatie werd het in 1982 heropend met een capaciteit van 60.000 toeschouwers. Het was op dat moment het modernste stadion van Zuid-Afrika.
In 1995 heeft het onderdak geboden aan het wereldkampioenschap rugby dat werd gewonnen door de Springbokken, het Zuid-Afrikaans rugbyteam. Voor het WK voetbal in 2010 werd het stadion gerenoveerd en uitgebreid met nog eens 10.000 zitplaatsen.

## WK Interlands
| № | Datum        | Wedstrijd                   | Uitslag | Competitie               | Toeschouwers |
| - | ------------ | --------------------------- | ------- | ------------------------ | ------------ |
| 1 | 12 juni 2010 | Argentinië – Nigeria        | 1 – 0   | WK 2010 – Groep B        | 55.686       |
| 2 | 15 juni 2010 | Brazilië – Noord-Korea      | 2 – 1   | WK 2010 – Groep G        | 54.331       |
| 3 | 18 juni 2010 | Slovenië – Verenigde Staten | 2 – 2   | WK 2010 – Groep C        | 45.573       |
| 4 | 21 juni 2010 | Spanje – Honduras           | 2 – 0   | WK 2010 – Groep H        | 54.386       |
| 5 | 24 juni 2010 | Slowakije – Italië          | 3 – 2   | WK 2010 – Groep F        | 53.412       |
| 6 | 28 juni 2010 | Brazilië – Chili            | 3 – 0   | WK 2010 – Achtste finale | 54.096       |
| 7 | 3 juli 2010  | Paraguay – Spanje           | 0 – 1   | WK 2010 – Kwartfinale    | 55.359       |

Soccer City (Johannesburg) · Groenpuntstadion (Kaapstad) · Nelson Mandelabaaistadion (Port Elizabeth) · Moses Mabhidastadion (Durban) · Ellispark (Johannesburg)· Vrystaat-stadion (Bloemfontein) · Loftus Versfeld (Pretoria) · Royal Bafokengstadion (Rustenburg) · Mbombelastadion (Nelspruit) · Peter Mokabastadion (Pietersburg)